# Post office protocol
Post office protocol (POP) is een veelgebruikt protocol voor het ophalen van e-mail van een mailserver. POP3, de meest recente versie van POP, is een internetstandaard voor het overbrengen van e-mail van een server naar een client (e-mailprogramma van de gebruiker) over een TCP/IP-verbinding (gewoonlijk over poort 110). Bijna alle internetproviders bieden een e-mailaccount aan dat beschikbaar is via POP3.
POP3 verschilt sterk van de vroegere versies van POP, namelijk POP (gewoonlijk POP1 genoemd) en POP2. Gewoonlijk wordt met de term "POP" POP3 bedoeld als het over e-mail gaat.
POP3 en zijn voorgangers zijn zo gemaakt dat de gebruikers zonder constante internetverbinding (zoals dial-up-internet) hun e-mail kunnen ophalen als ze verbonden zijn met het internet, en vervolgens de berichten kunnen bekijken en bewerken zonder dat het nodig is om met het internet verbonden te blijven.

## Werking en verschillen met IMAP
Het is gebruikelijk dat een client verbinding maakt met een POP3-server en dan alle e-mails ophaalt en lokaal opslaat. Vervolgens worden de berichten verwijderd van de server en wordt de verbinding verbroken. Daarnaast bieden de meeste clients de mogelijkheid om de berichten op de server te laten staan.
Dit is in tegenstelling tot het modernere IMAP-systeem dat zowel een "disconnected mode" (de POP3-methode) als een "connected mode" ondersteunt. Clients die IMAP gebruiken laten de berichten gewoonlijk op de IMAP-server staan tot de server ze expliciet verwijdert. Dit en andere eigenschappen van het IMAP-systeem laten toe dat meerdere clients toegang hebben tot dezelfde mailbox. De meeste e-mailprogramma's ondersteunen zowel POP3 als IMAP, maar internetproviders bieden soms geen IMAP aan.
Zowel bij het gebruik van POP3 als IMAP om de e-mails op te halen wordt het protocol SMTP gebruikt om e-mails te versturen. E-mailclients worden vaak POP-clients of IMAP-clients genoemd, maar in beide gevallen wordt voor de verzending van e-mail gebruikgemaakt van SMTP.

## Veiligheid
Zoals veel andere oudere internetprotocollen ondersteunt POP3 oorspronkelijk maar één manier om in te loggen en dat is onversleuteld, dus zonder encryptie. Deze manier om het wachtwoord zonder versleuteling te versturen naar de POP3-server wordt nog veel gebruikt. Momenteel ondersteunt POP3 verschillende methodes om in te loggen met verschillende veiligheidsniveaus. Zo is het mogelijk gemaakt om POP3-verkeer door middel van SSL te versleutelen.
POP3 is een relatief onveilig protocol, met name doordat nergens in de RFC-documenten staat vermeld dat een account tijdelijk geblokkeerd moet worden als er herhaaldelijk een verkeerd wachtwoord wordt ingegeven.
Hierdoor kan men zeer eenvoudig een woordenlijstaanval op een account uitproberen zonder dat daar direct erg veel van opgemerkt wordt. Het is dus raadzaam om een sterk wachtwoord te kiezen. Hiermee geef je jezelf meer garantie dat je e-mails ongelezen blijven.